# Linguaggio inclusivo di genere
Il linguaggio inclusivo di genere è un tipo di linguaggio che si propone di evitare pregiudizi verso un particolare sesso o genere. 

## Uso
L'assunto secondo cui la modalità linguistica contiene in sé un rischio di pregiudizio si previene, ad esempio, usando sostantivi che non siano specifici di genere per riferirsi a ruoli o professioni, oppure formando le frasi senza un genere predominante,  possibilmente usando sinonimi: se poliziotto è maschile e hostess è femminile, ed entrambi sono titoli di professioni specifici di genere, i corrispondenti termini neutri rispetto al genere sono agente di polizia  e assistente di volo. Altri termini, come ad esempio poeta possono essere usati per tutti i generi, compreso il genere non binario.
Inoltre, il genere inclusivo prevede, per la lingua inglese, l'uso del They singolare mentre nella lingua italiana il dibattito è aperto sull'uso della schwa o degli asterischi o finali barrate (tipo o/a - e/i). 

## Modalità
La modalità volontaria dell'adozione di un linguaggio inclusivo è giudicata preferibile anche esistono appositi istituti dotati di imperatività, come l'Académie française nella disciplina dell'uso corretto della lingua francese. L'ingresso delle istituzioni nella problematica, peraltro, si presta anche all'effetto opposto, come ad esempio quando il presidente francese ha annunciato la sua opposizione proprio alle formule usate per evitare disparità di genere.